# Muay Thai
Muay Thai (în thailandeză มวยไทย) sau boxul tailandez, sport național tailandez, este un stil de lupta derivat din artele marțiale tailandeze, care implică doar pumnii, picioarele, coatele si genunchii.
Muay Thai, tradus mai larg înseamnă modul de a lupta om la om fără arme al tailandezilor. În ultima vreme, termenul a dobândit o conotație de "sport sângeros", "luptă brutală" sau chiar "luptă fără reguli", lucru destul de adevărat cu numai câteva generații în urmă.
Muay Thai înseamnă, dacă depășim clișeele vehiculate în filmele de arte marțiale, poate cea mai complexă și completă artă a luptei om la om prin schimb de lovituri. În Tailanda el mai este denumit "arta celor 8 arme", aceasta referindu-se la posibilitatea luptătorilor de a utiliza aproape tot ce poate fi "proiectil", într-o luptă : pumnii, picioarele, coatele și genunchii. În paralel cu lupta fără arme, în Tailanda se studiază Krabbi Krabbong - arta luptei cu arme albe, derivată din armele tradiționale utilizate în Evul Mediu, precum și multe discipline anexe - tehnica proiecțiilor, procedeelor articulare și luptei la sol, masaj, medicina luptătorilor, tehnici de meditație, sportul având dintotdeauna o conotație religioasă și rituală în țara de origine.

## Originile Muay Thai și spiritul său național

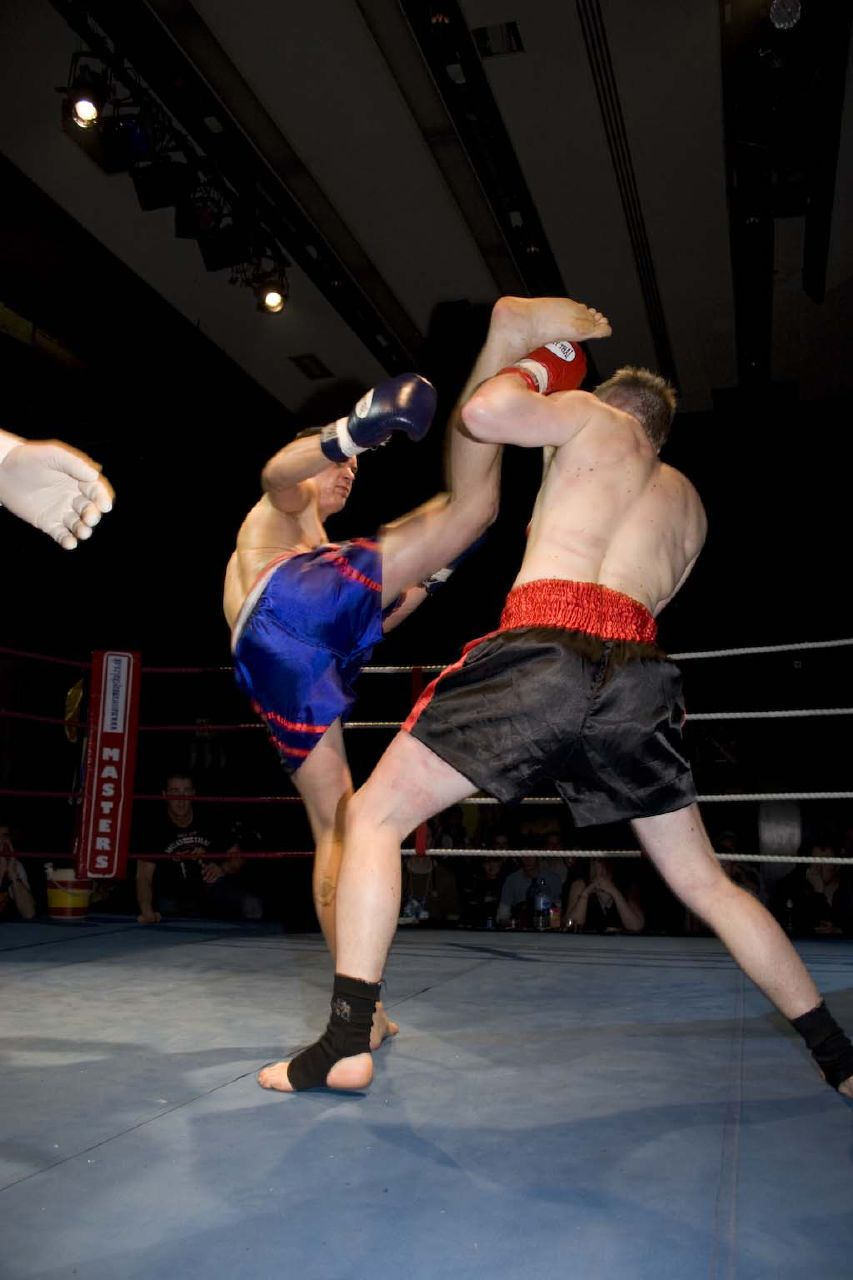
Mostră de box tailandez

Asia de Sud-Est este o zonă cu o istorie tumultuoasă. Cu totul altceva decât „splendida izolare” a imperiului insular japonez, unde generații întregi au petrecut secole în lupte civile și rivalități intestine dar fără nici o amenințare la structura statului însuși. Tailanda, zonă continentală înconjurată de dușmani puternici, care i-au râvnit și bogățiile și poziția strategică, a fost amenințată nu o singură dată de dispariția ca stat, sub impactul războaielor nemiloase cu vecinii. Dar... această țară pe care europenii o considerau înapoiată și poate chiar este încă din punctul de vedere al unei economii sărace, nu a putut fi niciodată transformată nici în colonie, nici în dominion și chiar scurta perioadă de protectorat britanic s-a dovedit neproductivă pentru marele imperiu mondial care era Anglia! Ceea ce spune mult despre caracterul neîmblânzit, mândru, puternic înrădăcinat în valorile proprii ale localnicilor! Desigur, s-au scris și s-ar putea scrie cărți despre această istorie, uneori crudă, dar de cele mai multe ori plină de măreție, însă pentru noi este poate mai important să înțelegem spiritul care animă, din cauza istoriei din spate, Muay Thai, de atunci până azi.
Din trecutul agitat al țării au rezultat tradiții foarte individualizate și diferite de ale sistemelor marțiale japoneze și chineze. Un feudal japonez sau un nobil al vastului imperiu chinez nu puteau avea sub nici o formă o gândire „democratică” asupra artelor marțiale, întrucât în Japonia aceasta ar fi însemnat accesul la secretele marțiale al unui rival gelos, iar în China - o amenințare la adresa statului imperial atotputernic. Nimic din acestea în Tailanda. Armata și ulterior școlile de luptă, au fost organizate ca un sistem de masă, unde soldatul de rând mânuitor de baston putea oricând să ia în mâini sulița, scutul și sabia celui din elită, dacă acesta cădea și să continue lupta. Muay Thai s-a dezvoltat din cauza acestei mentalități într-un mod mai unitar, fiind lipsit de rivalitățile distructive dintre stiluri ale altor națiuni, iar statul a fost de cele mai multe ori o autoritate cooperantă, spre deosebire de situațiile foarte răspândite în alte țări, unde puterea politică persecuta la propriu practicanții de arte marțiale. Autoritatea era certificată de rezultatele combative în beneficiul apărării tuturor și numai rareori de o putere politică părtinitoare. În fața unor amenințări grave pentru toți, nu e loc de favoruri! Generalul putea oricând preda locul și răspunderea locțiitorului și războiul cu aceasta masă de oameni dârji se termina numai când cădea ultimul dintre ei! Chiar cu regele căzut în prizonierat (cum s-a și întâmplat chiar la debutul legendei Muay Thai de azi), cotropitorii aveau de-a face cu o întreagă națiune rămasă în luptă, nu cu un cadavru decapitat. În acest mod, concepția despre sporturi de luptă în Tailanda își are originea într-un fel mult mai pragmatic și mai puțin politic de a privi lupta. De unde și disprețul celor mai mulți tailandezi pentru orice ierarhie de valori care nu provine din lupta însăși. „Centura se află în ring” e un slogan însușit cu mândrie de tailandezi și singurul mod de a adjudeca un grad de maestru al sportului este de a fi luptător sau de a confecționa luptători. Poți fi oricât de faimos în țara de origine, ca sa fii respectat în sport, există un singur mod : a urca în ring și a lupta, tu însuți, sau oamenii școliți de tine. Oameni fair-play de altfel și pasionați de adevărul sportului, înainte de adevărul originii sau politicii, tailandezii vor aplauda cu tot atâta energie pe străinii buni în Muay Thai ca și pe vedetele proprii...
Legenda Muay Thai a apărut și s-a forjat spre formele de azi dintr-un asemenea mediu, unde valoarea era de la sine ințeleasă pentru că singurul certificat al valorii era Muay Thai la forme de luptă practicate cu milenii în urmă și disciplinele de luptă om la om sunt practic la fel de vechi în zonă, ca umanitatea însăși. Istoria scrisă, care s-a putut păstra (cu excepția unor fragmente) numai după perioada Ayutthaya (1767) datorită distrugerii arhivelor și multor alte surse de mărturii în ultima invazie birmană, duce la războiul nemilos între Tailanda, pe atunci numită Regatul Siam și dușmanul „tradițional”, Birmania. Birmanezii revendică de altfel că Muay Thai nu este nimic altceva decât forma modificată a boxului birmanez, aceeași revendicare aparținând și  Cambodgiei față de foarte asemănătorul box cambodgian. Poate ca da, poate ca nu... Evenimentele de atunci sunt uneori greu de pus în lumină într-un mod univoc.
Partea veche a istoriei Muay Thai se pierde în negura timpurilor. Se știe că regele Naresuan, cel mai faimos monarh al dinastiei Ayutthaya, cu 35 de regi între 1350-1767 (Naresuan a domnit la jumătatea secolului al XVI-lea), a fost ostatec în Birmania ca tânăr prinț moștenitor și s-a impus în fața luptătorilor birmani prin arta superioară a luptei om la om. Există și multe alte evidențe fragmentare ale practicării artelor marțiale la nivel național în perioada veche a istoriei Siamului. Ulterior, Birmania a invadat Tailanda și a distrus dinastia Ayutthaya. Dar și atunci, un prizonier de război Thai, face performanță incredibilă, la un festival al luptelor organizat de regele birman, învingând 10 dintre cei mai buni birmani, unul dupa altul, atrăgându-și favoarea regelui inamic însuși. Acesta era Khanomtom, luptător cu care Muay Thai intră în perioada istoriei scrise și a mărturiilor consemnate de cronici. De la mijlocul secolului 18 până acum, când au avut loc aceste evenimente, au trecut aproape 300 de ani și totuși toți practicanții de azi privesc personajele acestei perioade neguroase ca pe adevărați eroi naționali, cărora li s-au închinat temple, aproape ca unor semizei ai antichității. Birmania și Cambodgia, țări mai vitregite de soartă pentru că nu și-au putut păstra așa ușor continuitatea politică, au conservat până azi forme de luptă mai aproape de vremurile primitive, unde "echipamentul" seamană cu cel din Muay Thai de pe vremuri, iar luptele au conotația originară - „învingator e cel care rămâne în picioare”. Disprețuite sau persecutate în perioada modernă, ele nu au beneficiat de statutul de recunoaștere și organizare națională al Muay Thai și de aceea sunt mai puțin cunoscute. Însă azi aceste discipline tind să intre în coexistență mai puțin dușmănoasă cu Muay Thai, care odinioară era instrumentul de luptă al rivalilor tailandezi și să capete și ele un caracter mai puțin războinic și mai mult sportiv.
Ca patrimoniu cultural, Muay Thai este revendicat și legitimat ca sport național al Tailandei. Sunt sute de mii de practicanți în țara de baștină - majoritatea luptători cu statut profesionist sau în devenire. Atât casa regală, prin însuși regele și prințul moștenitor, cât și preoții buddhiști, sunt parte integrantă din autoritățile tutelare ale Muay Thai de la origini până azi. „Cupa regelui”, „Cupa reginei”, „Cupa principelui moștenitor” și alte evenimente patronate de personalitățile politice ale țării sunt evenimente care dobândesc prestigiu internațional, fiind locul unde se formează cariere spectaculoase și se dobândește un renume, cel puțin pentru Tailanda, ridicat la statut de legendă. Există milioane de practicanți și fani în toată lumea, iar unele formate profesioniste derivate din Muay Thai sunt printre cele mai populare emisiuni TV de sporturi de luptă, încât se poate vorbi de un adevărat fenomen media.

## Tehnicile Muay Thai
Până în anii '30 ai secolului trecut, Muay Thai era practicat în forme foarte dure, cu foarte puține limitări. Erau permise loviturile în orice organe vitale, inclusiv genitale, o gamă mult mai vastă de proiecții decât azi, protecțiile erau practic inexistente cu excepția unor bandaje din sfori sau fâșii de piele învelite în jurul pumnului și uneori a unei părți a antebrațelor. Acestea mai degrabă limitau accidentările celui care lovea, decât ale celui care era lovit... cu atât mai mult cu cât se adăugau materiale abrazive pentru a spori efectul de a tăia pielea sub lovitură ! Desigur, numărul luptelor terminate cu uciderea sau rănirea gravă a luptătorilor era mare. Odată cu acceptarea altor norme sociale, mai aproape de modernitate, tinzând să pună viața umană la alte valori decât în perioadele de neîncetate războaie ale trecutului, Muay Thai a devenit un sport. Foarte dur, dar cu norme de siguranță care, paradoxal, îl fac mai puțin periculos decât multe sporturi considerate inofensive - decesele accidentale sunt mai puține decât în rugby sau fotbalul american, de exemplu. Dar lupta rămâne luptă și cine se urcă în ring contra unui thaiboxer experimentat fără să știe ce face, va avea de stat acolo foarte puțin timp în picioare!
Muay Thai modern limitează proiecțiile - și anume luptătorii nu au permisiunea de a trimite adversarul la sol decât într-un număr foarte mic de situații și cu un număr foarte limitat de procedee, iar lupta nu continuă la sol. Sunt interzise de asemenea procedeele aparținand de sfera „trântă - lupte libere - judo”, adică sugrumări, procedee articulare sau lovirea adversarului la sol ca în formele de luptă mixtă gen „Mixed Martial Arts”. Muay Thai este deci un sport de luptă „stand-up” adică unde se practică numai schimbul de lovituri în picioare, fiind însă aproape cel mai permisiv și dur dintre cele de acest tip, existente.
Principalele norme de siguranță actuale sunt limitarea duratei luptei, introducerea reprizelor și a pauzei de sfârșit de repriză, a categoriilor de greutate, portul obligatoriu al mănușilor de box, al protecției dentare și cochiliei, prezența arbitrului și intervenția în momente critice, în mod similar cu boxul profesionist (numărătoare până la 8, dacă sportivul e în dificultate, la 10 se declară KO), introducerea judecătorilor asfel încât se pot adjudeca victorii la puncte (în trecut, ca și în boxul european, lupta se desfășura până la incapacitatea sau abandonul unuia din luptători). Meciurile în Tailanda au numai regim profesionist, noțiunea de „amator” fiind practic o invenție recentă de origine europeană. Profesioniștii luptă 5 reprize de 3 minute, cu pauze de un minut și jumătate. În regim amator (mai mult în Europa și pe scena internațională) sunt clase cu aceeași semnificație ca în fotbal - și anume, clasa "C" (similară întrutotul diviziei C), lupta în formatul a 3 reprize de 2 minute, clasa B (de tranziție la profesioniști) - 5 reprize a 2 minute, iar meciurile profesioniste propriu-zise sunt considerate "clasa A" - similară din nou diviziei cu același nume. În clasa C, loviturile de genunchi sunt uneori limitate ca țintă sau ca număr, iar cele de cot sunt interzise și în clasa B și în majoritatea meciurilor de clasă A din afara Tailandei, datorită frecvenței mari a accidentelor induse de lovituri de cot.
Privit cu oarecare neîncredere de tailandezi, ca o diluare a sportului, formatul de amatori a fost susținut de mai multe organizații internaționale formate în afara țării de origine și chiar în Tailanda, prin promovarea de campionate de amatori. În ciuda unei oarecare reticențe cu care au fost privite, ele au facut posibilă pătrunderea Muay Thai în țările unde normele generale ale sportului de luptă sunt restrictive cu competițiile de acest fel, precum și o evoluție mai "blândă" a sportivilor din țări cu mai puțină tradiție înainte de a se putea lansa în scena profesionistă. WMC (World Muay Thai Council) este la ora actuală organizația principală, agreeată de guvernul tailandez, care supervizează meciurile profesioniste internaționale de clasă A (ca o echivalare aproximativă, WMC este întrucâtva echivalentul FIFA pentru diviziile A naționale, desi pluralismul organizațiilor este mult mai mare decât în alte sporturi consacrate internațional).
Organizațiile de amatori au un statut mai puțin clar, comunicate recente indicând că autoritățile au agreeat funcționarea unui corp mediator între organizațiile internaționale pentru disciplina de amatori, pentru a pune capăt unor dispute destul de lungi privind legitimitatea sancționării Muay Thai de amatori. În formatul de amatori, protecțiile sunt extensiv folosite (de unde neplăcerea cunoscătorilor și puriștilor Muay Thai profesionist, în a accepta aceste formate), și anume se folosesc căști, pieptare, protecții pentru tibie.

## Federații și Asociații Internaționale
| World Muay Thai Council (WMC)                         | http://www.wmcmuaythai.org/ Arhivat în 10 februarie 2011, la Wayback Machine.  |
| World Boxing Council Muay Thai (WBC Muay Thai)        | http://www.wbcmuaythai.com/                                                    |
| International Federation of Muay Thai Amateurs (IFMA) | http://www.ifmamuaythai.org/ Arhivat în 15 februarie 2020, la Wayback Machine. |
| World Kickboxing Association (WKA)                    | http://www.kickboxing-wka.co.uk/ Arhivat în 14 iunie 2017, la Wayback Machine. |
| International Sport Karate Association (ISKA)         | http://www.iska.com/                                                           |
| International Kickboxing Federation (IKF)             | http://www.ikfkickboxing.com/                                                  |